# Eschenmoser-Kupplung
Die Eschenmoser-Kupplung ist eine Namensreaktion in der Organischen Chemie, welche 1967 erstmals von Albert Fischli und Albert Eschenmoser vorgestellt und nach Eschenmoser benannt wurde. Diese Reaktion wurde bei der Synthese von Vitamin B12 entdeckt.

## Übersichtsreaktion
Bei dieser Reaktion handelt es sich um die Bildung vinylogenen Amiden und Urethanen durch Alkylierung sekundärer oder teritärer Thioamide mit einem elektrophilen Reagenz gefolgt von einer Entschwefelung. Dieses Verfahren eignet sich nicht für die Einbringung von meso-Substituenten. Es ist nicht eindeutig geklärt ob das Ergebnis mehrheitlich in cis- oder trans-Konfiguration vorliegt. Das mit X gekennzeichnete Atom muss ein Halogen sein.

## Reaktionsmechanismus
Der Reaktionsmechanismus ist noch nicht vollständig aufgeklärt. Zu Beginn wird ein elektrophiles Reagenz 1 hinzugefügt und es findet ein Angriff an das Kohlenstoff statt, da dieses aufgrund seiner direkten Bindung an ein Halogen partiell positiv geladen. Gleichzeitig bildet sich durch die Umordnung des freien Elektronenpaares des Stickstoffs eine Doppelbindung zwischen dem Stickstoff und Kohlenstoff aus. Der Stickstoff ist nun positiv geladen. Anschließend kann das angekoppelte Reagenz durch ein Hydroxid-Ion deprotoniert werden 2 und das nun freie Elektronenpaar des negativ geladenen Kohlenstoff greift das zentrale Kohlenstoffatom an, 3 wodurch sich das Elektronenpaar wieder zum Stickstoff begibt und dieser wieder neutral geladen ist. Zur Entschwefelung wird Triphenylphosphin 4 hinzugegeben. Dieser geht eine Bindung mit dem Schwefelatom ein, wodurch sich dieser von den Kohlenstoffen löst und als Triphenylphosphansulfid 5 abgespalten wird.

## Anwendung
Diese Reaktion findet insbesondere bei der Herstellung von vinylogenen Amiden für Vitamin B12 Anwendung.